# Quicksand (Caro Emerald)
Quicksand (Nederlands: Drijfzand) is een single van Caro Emerald. Het was bedoeld voor haar derde studioalbum, dat later in 2015 had moeten verschijnen. Uiteindelijk is het nummer niet op een album beland. Het lied is in dezelfde trant gecomponeerd als haar voorgaande singles, jazzy met verende ritme.
De "relatie" van Caro is in "drijfzand" beland (I can see you sinking down). 
Het plaatje werd 23 april 2015 uitgeroepen tot Radio 2 Top Song. Het kwam voor wat hitnoteringen niet verder dan de tipparades van de Nederlandse top 40 en Single Top 100. 
Toch is de song Quiksand in Nederland te zien als een Caro Emerald classic. Op diverse radiostations nog airplay en een You Tube Quiksand video met ruim 6,5 miljoen vieuws bevestigt de populariteit van het nummer.